# 1896년 하계 올림픽 영국 선수단
영국은 1896년 4월 6일부터 15일까지 그리스 아테네에서 열린 제1회 하계 올림픽에 선수단을 파견했다. 7개 종목에 선수 10명이 참가하였다.

## 메달 집계

### 종목별 메달 집계
| 종목   |   |   |   | 합계 |
| 역도   | 1 | 1 | 0 | 2    |
| 테니스 | 1 | 0 | 0 | 1    |
| 사이클 | 0 | 1 | 1 | 2    |
| 육상   | 0 | 1 | 1 | 2    |
| 합계   | 2 | 3 | 2 | 7    |

### 메달리스트
| 메달 | 선수             | 종목   | 세부 종목      | 날짜     |
| ---- | ---------------- | ------ | -------------- | -------- |
|      | 론서스턴 엘리엇  | 역도   | 남자 한손      | 4월 7일  |
|      | 존 피우스 볼랜드 | 테니스 | 남자 단식      | 4월 11일 |
|      | 론서스턴 엘리엇  | 역도   | 남자 양손      | 4월 7일  |
|      | 그랜틀리 골딩    | 육상   | 남자 110m 허들 | 4월 10일 |
|      | 프랭크 키핑      | 사이클 | 남자 개인 도로 | 4월 12일 |
|      | 찰스 그멜린      | 육상   | 남자 400m      | 4월 7일  |
|      | 에드워드 바텔    | 사이클 | 남자 개인 도로 | 4월 12일 |

## 종목별 성적

### 레슬링
| 선수            | 세부 종목    | 8강전     | 8강전 | 준결승    | 준결승    | 결승      | 결승      | 최종 순위 |
| 선수            | 세부 종목    | 상대 선수 | 결과  | 상대 선수 | 결과      | 상대 선수 | 결과      | 최종 순위 |
| 론서스턴 엘리엇 | 그레코로만형 | 카를 슈만 | 패    | 진출 실패 | 진출 실패 | 진출 실패 | 진출 실패 | 4         |

## 사격
소총 사격
| 선수        | 세부 종목           | 점수 | 순위 |
| 시드니 멀린 | 200m 군사소총       | 1156 | 10   |
| 시드니 멀린 | 300m 자유소총 3자세 | ?    | ?    |
| 마초넷      | 200m 군사소총       | ?    | ?    |

권총 사격
| 선수        | 세부 종목    | 점수 | 순위 |
| 시드니 멀린 | 25m 군사권총 | -    | DNF  |
| 시드니 멀린 | 25m 속사권총 | -    | DNF  |

## 사이클
도로
| 선수          | 세부 종목 | 기록 | 순위 |
| 에드워드 바텔 | 개인 도로 | ?    | 3    |

 트랙
| 선수          | 세부 종목 | 기록       | 순위 |
| 에드워드 바텔 | 독주      | 26.2       | 4    |
| 에드워드 바텔 | 100km     | 17 km      | DNF  |
| 프랭크 키핑   | 독주      | 27.0       | 5    |
| 프랭크 키핑   | 12시간    | 314.664 km | 2    |

## 역도
| 선수            | 세부 종목 | 기록  | 순위 |
| 론서스턴 엘리엇 | 양손      | 111.5 | 2    |
| 론서스턴 엘리엇 | 한손      | 71.0  | 1    |

## 육상
트랙 경기
| 선수            | 세부 종목 | 예선 | 예선 | 결선      | 결선      |
| 선수            | 세부 종목 | 기록 | 순위 | 기록      | 순위      |
| 그랜틀리 골딩   | 110m 허들 | 18.4 | 1 Q  | 17.6      | 2         |
| 론서스턴 엘리엇 | 100m      | ?    | 3    | 진출 실패 | 진출 실패 |
| 조지 마셜       | 100m      | ?    | 5    | 진출 실패 | 진출 실패 |
| 조지 마셜       | 800m      | ?    | 4    | 진출 실패 | 진출 실패 |
| 찰스 그멜린     | 100m      | ?    | 3    | 진출 실패 | 진출 실패 |
| 찰스 그멜린     | 400m      | ?    | 2 Q  | 55.6      | 3         |

필드 경기
| 선수             | 세부 종목  | 기록  | 순위 |
| 조지 S. 로버트슨 | 원반던지기 | 25.20 | 4    |

## 체조
| 선수            | 세부 종목 | 기록 | 순위 |
| 론서스턴 엘리엇 | 로프등반  | ?    | 5    |

## 테니스
| 선수                               | 세부 종목 | 예선                    | 8강            | 준결승                                                  | 결승           | 최종 순위                                             |           |                                                       |           |   |
| 선수                               | 세부 종목 | 상대 선수 결과          | 상대 선수 결과 | 상대 선수 결과                                          | 상대 선수 결과 | 최종 순위                                             |           |                                                       |           |   |
| 조지 S. 로버트슨                   | 단식      | 콘스탄티노스 파스파티스 | 패             | 진출 실패                                               | 진출 실패      | 진출 실패                                             | 진출 실패 | 진출 실패                                             | 진출 실패 | 8 |
| 존 피우스 볼랜드                   | 단식      | 프리드리히 트라운       | 승             | 에반겔로스 랄리스                                       | 승             | 콘스탄티노스 파스파티스                               | 승        | 디오니시오스 카스다글리스                             | 승 2-0    | 1 |
| 조지 S. 로버트슨 에드윈 플랙       | 복식      |                         |                | 부전승                                                  | 부전승         | 데메트리오스 페트로코키노스 디오니시오스 카스다글리스 | 패        | 진출 실패                                             | 진출 실패 | 3 |
| 존 피우스 볼랜드 프리드리히 트라운 | 복식      |                         |                | 아리스티디스 아크라토풀로스 콘스탄티노스 아크라토풀로스 | 승             | 부전승                                                | 부전승    | 데메트리오스 페트로코키노스 디오니시오스 카스다글리스 | 승        | 1 |

## 참고 문헌
- Lampros, S.P.; Polites, N.G.; De Coubertin, Pierre; Philemon, P.J.; & Anninos, C. (1897). 《The Olympic Games: BC 776 – AD 1896》 (PDF). Athens: Charles Beck. 2013년 1월 16일에 원본 문서 (PDF)에서 보존된 문서. 2010년 4월 11일에 확인함.
- Mallon, Bill; & Widlund, Ture (1998). 《The 1896 Olympic Games. Results for All Competitors in All Events, with Commentary》 (PDF). Jefferson: McFarland. ISBN 0-7864-0379-9. 2011년 5월 14일에 원본 문서 (PDF)에서 보존된 문서. 2010년 4월 11일에 확인함.
- Smith, Michael Llewellyn (2004). 《Olympics in Athens 1896. The Invention of the Modern Olympic Games》. London: Profile Books. ISBN 1-86197-342-X.